# میبول
میبول (به انگلیسی: Maybole) یک شهرک در اسکاتلند است که در ایرشر جنوبی واقع شده است. میبول ۴٬۷۶۰ نفر جمعیت دارد.

## خواهرخوانده
شهرهای شتن (شهر) و آرکو، ترنتینو خواهرخوانده‌های میبول هستند.